# Joop ter Heul
Joop ter Heul is een personage in een serie van vijf boeken, zogenaamde 'bakvisromans' geschreven voor tienermeisjes door de Nederlandse auteur Cissy van Marxveldt.
Joop is levendig, koppig en tegendraads. De eerste vier boeken, uitgegeven tussen 1918 en 1925, gaan over haar middelbareschooljaren, haar jongvolwassenheid, haar huwelijk met Leo van Dil en haar zonen. Het vijfde en laatste boek werd pas meer dan twintig jaar later geschreven. De eerste vier boeken worden genoemd als van grote invloed op Anne Frank. Frank draagt haar dagboek op aan Kitty, Joop ter Heul schrijft aan Nettie (Simonette) en heeft een vriendin Kitty. Anne Frank identificeerde zich sterk met het personage Joop en de stijl van het boek, dat ze aanpaste voor haar eigen dagboek. Joop ter Heul heeft ook koningin Juliana geïnspireerd. Zij schreef als meisje brieven aan haar vriendinnen in de stijl van Joop.
In de media:
In 1968 verscheen een miniserie op tv met in de hoofdrollen Trudy Labij en Willem Nijholt. 
In 2023 verscheen het boek De moord op mr Jacques Wijsman van Liz Luyben. In dit boek moeten Joop en haar vrienden de waargebeurde moord op mr Jacques Wijsman oplossen. 